# Hypognatha mozamba
Hypognatha mozamba là một loài nhện trong họ Araneidae.
Loài này thuộc chi Hypognatha. Hypognatha mozamba được Herbert Walter Levi miêu tả năm 1996.